# Foamdruk
Foamdruk is een handmatige hoogdruktechniek, waarbij een kunstrubber zoals Ethyleenvinylacetaat als drukvorm wordt gebruikt. Dit kunstrubber is verkrijgbaar in plaatjes van verschillende diktes, soms onder de naam 'rubber foam'.
Het materiaal is onder lichte druk vormvast en daarom geschikt om er met een handpers een oplage van te drukken. De plaatjes van 2 of 3 millimeter zijn gemakkelijk te knippen, waardoor het bijvoorbeeld ook voor jongere kinderen een geschikte druktechniek is.
Foamdruk valt, net als kartondruk, onder hoogdruk en zou wellicht beter materiaaldruk heten. Andere voorbeelden van materiaaldruk die wél algemene begrippen zijn geworden, zijn bijvoorbeeld houtsnede of houtgravure en linosnede, waar het respectievelijk hout en linoleum zijn die als drukvorm dienen.